# Szilágy Megyei Történelmi és Szépművészeti Múzeum
A zilahi Szilágy Megyei Történelmi és Szépművészeti Múzeum műemléknek nyilvánított múzeum Romániában, Szilágy megyében. A romániai műemlékek jegyzékében az SJ-II-m-B-05007 sorszámon szerepel.